# Хоенцолерн-Хехинген
Хоенцолерн-Хехинген (на немски: Hohenzollern-Hechingen) е от 1576 г. графство и от 1623 до 1850 г. княжество с град резиденция Хехинген в Баден-Вюртемберг (Германия). Преди графството Хоенцолерн-Хехинген съществува Графството (Хоен) Цолерн. Управлява се от швабската линия на род Хоенцолерн. Княжеството има площ 256 км² и 20 471 жители (1849).

## История
Градът Хехинген е основан през 1255 г. от Хоенцолерните. Основател на линията Хехинген е Айтел Фридрих IV (* 1545; † 1605), син на граф Карл I фон Хоенцолерн. Айтел Фридрих наследява земите на Хоенцолерните и премества управлението в Хехинген. Графът построява дворец. Синът на Айтел Фридрих Йохан Георг е издигнат през 1623 г. на имперски княз от император Фердинанд II.
Последният (девети) и трети суверен княз до 7 декември 1849 г. е Константин (1801 – 1869). През 1850 г. княжеството е част от Прусия.

## Владетели на Хоенцолерн-Хехинген

### Графове на Хоенцолерн-Хехинген (1576 – 1623)
- Айтел Фридрих I (IV) (* 1545; † 1605)
- Йохан Георг (* 1577; † 1623)

### Князе на Хоенцолерн-Хехинген (1623 – 1850)
- Йохан Георг (1623)
- Айтел Фридрих II (V) (* 1601; † 1661)
- Филип (* 1616; † 1671)
- Фридрих Вилхелм (* 1663; † 1735)
- Фридрих Лудвиг (* 1688; † 1750)
- Йозеф Фридрих Вилхелм (* 1717; † 1798)
- Херман (* 1751; † 1810)
- Фридрих (* 1776; † 1838)
- Константин (* 1801; † 1869)